# Bryan Nauleau
Bryan Nauleau (Les Sables-d'Olonne, 13 marzo 1988) è un ex ciclista su strada e pistard francese.

## Palmarès

### Strada
- 2011 (Vendée U, una vittoria)

Classifica generale Boucles de la Marne
- 2012 (Vendée U, due vittorie)

2ª tappa Trois Jours de Cherbourg (Cherbourg-Octeville > Cherbourg-Octeville)
Classifica generale Trois Jours de Cherbourg
- 2013 (Vendée U, una vittoria)

1ª tappa Boucles de la Marne (Fère-Champenoise > Vitry-le-François)

#### Altri successi
- 2011 (Vendée U)

2ª tappa Boucles de la Marne (Vertus > Cramant, cronosquadre)

### Pista
- 2009

Campionati francesi, Inseguimento a squadre (con Jérôme Cousin, Damien Gaudin e Angélo Tulik)
- 2010

Campionati francesi, Inseguimento a squadre (con Benoît Daeninck, Damien Gaudin e Julien Morice)
- 2015

Campionati francesi, Inseguimento a squadre (con Thomas Boudat, Bryan Coquard e Julien Morice)

## Piazzamenti

### Grandi Giri
- Tour de France

2015: 157º
- Vuelta a España

2014: ritirato (7ª tappa)
2016: 146º

### Classiche monumento
- Milano-Sanremo

2014: ritirato
- Liegi-Bastogne-Liegi

2015: ritirato
2017: 120º
2018: ritirato
2019: ritirato
- Giro di Lombardia

2017: ritirato